# Arma de Ingenieros

Emblema del Arma de Ingenieros del Ejército de Tierra de España.

El Arma de Ingenieros de cualquier ejército se compone normalmente de:
- Zapadores (ligeros o motorizados/mecanizados)
- Apoyo/maquinaria
- Especialidades (electricidad, plomeria,etc.)
- Pontoneros

Los zapadores dentro del arma de ingenieros son unidades que actúan en todo el campo de batalla: en primera línea acompañando a la infantería o carros (en este caso normalmente se usan zapadores mecanizados) para realizar aperturas de brecha (abrir pasillos en campos de minas, alambradas, remoción de obstáculos contra-carro) labores denominadas dentro del ámbito militar como apoyo a la movilidad, en extrema vanguardia o incluso en territorio enemigo, acompañando normalmente a unidades de operaciones especiales o de reconocimiento, realizando PRP (Patrullas de Reconocimiento en Profundidad) para obtener información sobre defensivas enemigas, itinerarios para las fuerzas propias(incluyendo reconocimiento de puentes, vados, carreteras, etc.) y también realizando operaciones de contramovilidad (campos de minas, obstáculos,...) para dificultar el avance enemigo, también realizan tareas de fortificación para la protección de unidades (asentamientos, abrigos, puestos de mando) compartiendo esta última misión con los ingenieros de apoyo/maquinaria que se encargan de apoyar a las unidades con maquinaria pesada (retroexcavadoras, bulldozers,...) y realizar todas las labores de infraestructura para las unidades (arreglar carreteras, hacer puentes, campamentos...), a esto último también colaboran las especialidades y los pontoneros

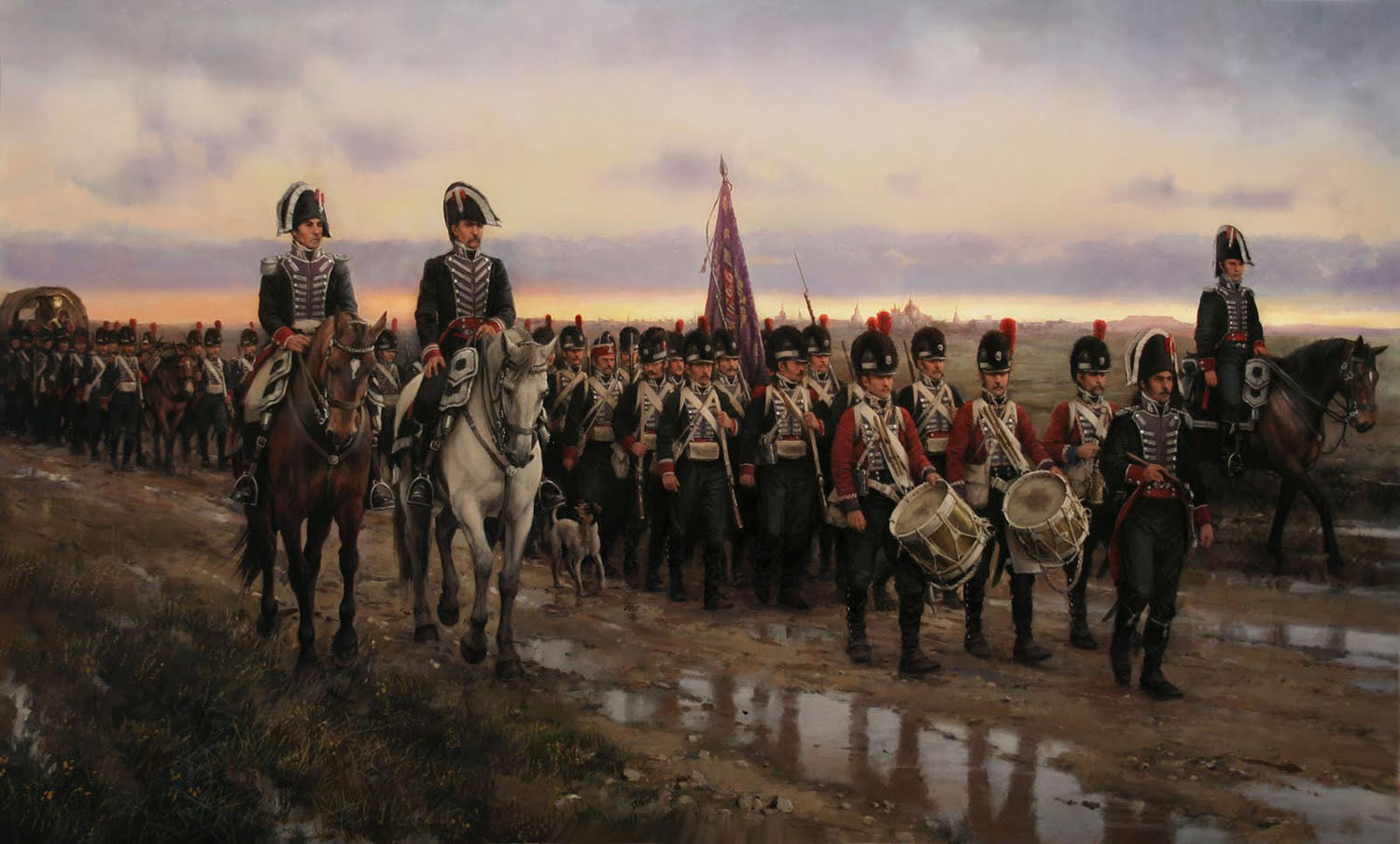
Regimiento Real de Minadores-Zapadores abandonandoAlcalá de Henares el 24 de mayo de 1808. Ellos fueron la primera unidad en sublevarse contra los franceses en los albores de la Guerra de la Independencia (2012).

## Argentina

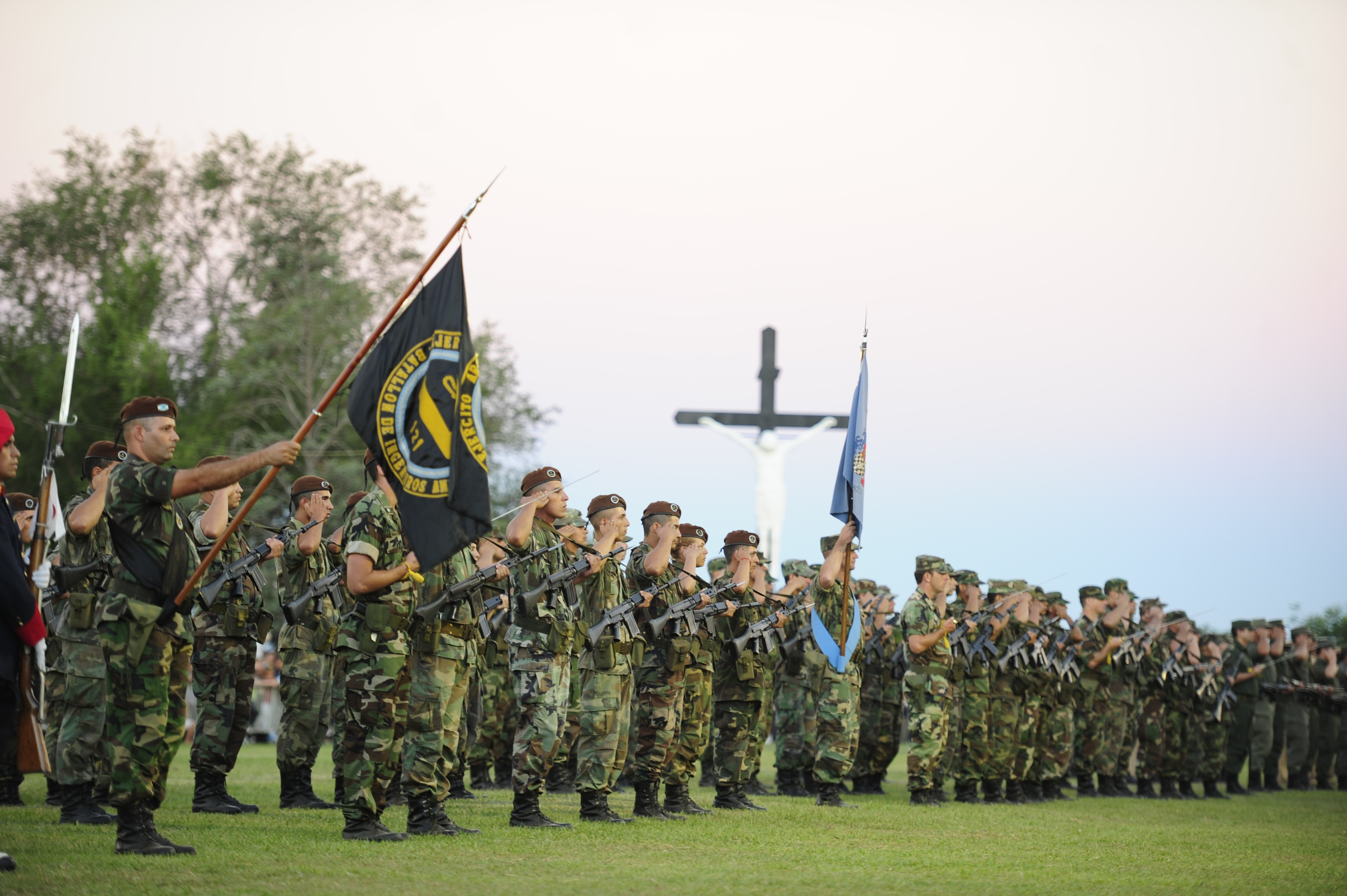
Batallón de Ingenieros Anfibios 121 del Ejército Argentino.

La misión del Arma de Ingenieros es la de brindar a las armas básicas de combate los medios necesarios para cumplimiento de su misión.
El Arma de Ingenieros se distingue por poseer una organización, equipamiento y entrenamiento para desarrollar funciones de apoyo de combate, a efectos de contribuir al éxito de la misión de la fuerza apoyada.
Desarrolla obras para el desplazamiento de medios hacia donde sean necesitados, por ejemplo puentes o caminos. A su vez, ejecuta acciones para dificultar el movimiento del enemigo. Las características hostiles de la geografía argentina le otorgan mayor importancia, ya que su misión contribuye a compensar las dificultades que aquellas características imponen.
Además, debe dar protección contra los efectos de las armas del enemigo, sean convencionales o QBN —químicas, biológicas o nucleares— y mejorar las condiciones de vida en el terreno.
Realiza tendido de puentes, asaltos anfibios, instalación de campos minados o levantamiento de los mismos, obras viales y fortificaciones, ataque a posiciones fortificadas, defensa QBN, opera las plantas de potabilización de agua de que dispone el Ejército y en última instancia combate como infantería. Además colabora con la población civil en caso de desastres. Tiene aplicación tanto en la paz como en todo tipo de conflicto y, normalmente opera bien adelante para abrir el paso del resto de la tropas. Se caracterizan por utilizar medios técnicos de gran rendimiento.
El santo patrono del Arma de Ingenieros es San Ignacio de Loyola, militar y religioso español destacado, que vivió entre 1491 y 1556.
El origen del Arma de Ingenieros fue en el año 1813, por iniciativa del entonces José de San Martín. Se creó la primera compañía de zapadores, conducida por el teniente coronel Eduardo Kaunitz de Holmberg.